# La Potosina
La Potosina är en ort i Mexiko.   Den ligger i kommunen Pánuco och delstaten Veracruz, i den östra delen av landet, 300 km norr om huvudstaden Mexico City. La Potosina ligger 23 meter över havet och antalet invånare är 181.
Terrängen runt La Potosina är platt. Havet är nära La Potosina åt nordost. Runt La Potosina är det ganska glesbefolkat, med 32 invånare per kvadratkilometer. Närmaste större samhälle är Calentadores, 13,3 km söder om La Potosina. Trakten runt La Potosina består till största delen av jordbruksmark.